# Liste der Mitglieder des Senats im 7. Kongress der Vereinigten Staaten
Die Senatoren im 7. Kongress der Vereinigten Staaten wurden zu einem Drittel 1800 und 1801 neu gewählt. Vor der Verabschiedung des 17. Zusatzartikels 1913 wurde der Senat nicht direkt gewählt, sondern die Senatoren wurden von den Parlamenten der Bundesstaaten bestimmt. Jeder Staat wählt zwei Senatoren, die unterschiedlichen Klassen angehören. Die Amtszeit beträgt sechs Jahre, alle zwei Jahre wird für die Sitze einer der drei Klassen gewählt. Zwei Drittel des Senats bestehen daher aus Senatoren, deren Amtszeit noch andauert.
Die Amtszeit des 7. Kongresses ging vom 4. März 1801 bis zum 3. März 1803, seine erste Tagungsperiode fand vom 7. Dezember 1801 bis zum 3. Mai 1802 in Washington, D.C. statt, die zweite Periode vom 6. Dezember 1802 bis zum 3. März 1803. Vorher fand bereits am 4. und 5. März 1801 eine Sondersitzung statt.

## Zusammensetzung und Veränderungen
Im 6. Kongress saßen am Ende seiner Amtszeit 21 Föderalisten und elf Republikaner (heute meist Demokratisch-Republikanische Partei genannt). Durch die Wahl gingen vier bisher von Föderalisten gehaltene Sitze an Republikaner, ein bisher republikanischer Sitz wurde von einem Föderalisten gewonnen. In Maryland versäumte es das Parlament, rechtzeitig einen Nachfolger für William Hindman zu wählen. Dieser wurde jedoch vom Gouverneur zu seinem eigenen Nachfolger ernannt. Dadurch hatten die Föderalisten in der konstituierenden Sitzung noch eine Mehrheit von 18 Senatoren gegen 14 Republikaner, zum letzten Mal in der Geschichte der USA. Bis zur ersten regulären Tagungsperiode im Dezember 1801 wurden sechs neue Senatoren gewählt, da ihre Vorgänger zurückgetreten waren, vier Föderalisten und zwei Republikaner. Nur in einer Nachwahl waren die Föderalisten erfolgreich, dadurch kippte die Mehrheit auf 17 Republikaner gegen 15 Föderalisten. Drei weitere Nachwahlen wegen Rücktritt bzw. Tod von Senatoren änderten das Verhältnis nicht. Kurz vor Ende des Kongresses trat der Föderalist Dwight Foster aus Massachusetts zurück, dadurch saßen am Ende des 7. Kongresses 17 Republikaner und 14 Föderalisten im Senat. Da im kurz vorher als 17. Staat aufgenommenen Ohio noch keine Senatoren gewählt worden waren, waren drei Sitze vakant.

## Spezielle Funktionen
Nach der Verfassung der Vereinigten Staaten ist der Vizepräsident der Vorsitzende des Senats, ohne ihm selbst anzugehören. Bei Stimmengleichheit gibt seine Stimme den Ausschlag. Während des 7. Kongresses war Aaron Burr Vizepräsident. Im Gegensatz zur heutigen Praxis leitete der Vizepräsident bis ins späte 19. Jahrhundert tatsächlich die Senatssitzungen. Ein Senator wurde zum Präsidenten pro tempore gewählt, der bei Abwesenheit des Vizepräsidenten den Vorsitz übernahm. Vom 7. Dezember 1801 bis zum 14. Januar 1802 sowie vom 17. April bis zum 13. Dezember 1802 war Abraham Baldwin Präsident pro tempore, vom 14. Dezember 1802 bis zum 18. Januar 1803, am 25. Februar 1803 sowie vom 2. März 1803 bis zum Ende des Kongresses am 3. März 1803 Stephen R. Bradley, der dies im 8. Kongress bis zum 16. Oktober 1803 blieb.

## Liste der Senatoren
Unter Partei ist vermerkt, ob ein Senator der Föderalistischen Partei oder der Republikanischen Partei zugerechnet wird, unter Staat sind die Listen der Senatoren des jeweiligen Staats verlinkt. Die reguläre Amtszeit richtet sich nach der Senatsklasse: Senatoren der Klasse I waren bis zum 3. März 1803 gewählt, die der Klasse II bis zum 3. März 1805 und die der Klasse III bis zum 3. März 1807. Das Datum gibt an, wann der entsprechende Senator in den Senat aufgenommen wurde, eventuelle frühere Amtszeiten nicht berücksichtigt. Unter Sen. steht die fortlaufende Nummer der Senatoren in chronologischer Ordnung, je niedriger diese ist, umso größer ist in der Regel die Seniorität des Senators. Die Tabelle ist mit den Pfeiltasten sortierbar.
| Senator              | Partei       | Staat          | Klasse | Datum         | Sen. | Anmerkung                                                                       |
| -------------------- | ------------ | -------------- | ------ | ------------- | ---- | ------------------------------------------------------------------------------- |
| James Hillhouse      | Föderalist   | Connecticut    | I      | 18. Mai 1796  | 59   |                                                                                 |
| Uriah Tracy          | Föderalist   | Connecticut    | III    | 13. Okt. 1796 | 64   |                                                                                 |
| Samuel White         | Föderalist   | Delaware       | I      | 28. Feb. 1801 | 95   |                                                                                 |
| William H. Wells     | Föderalist   | Delaware       | II     | 17. Jan. 1799 | 82   |                                                                                 |
| Abraham Baldwin      | Republikaner | Georgia        | II     | 4. März 1799  | 83   | Präsident pro tempore                                                           |
| James Jackson        | Republikaner | Georgia        | III    | 4. März 1801  | 42   |                                                                                 |
| John Brown           | Republikaner | Kentucky       | II     | 18. Juni 1792 | 36   |                                                                                 |
| John Breckinridge    | Republikaner | Kentucky       | III    | 4. März 1801  | 96   |                                                                                 |
| John Eager Howard    | Föderalist   | Maryland       | I      | 21. Nov. 1796 | 68   |                                                                                 |
| William Hindman      | Föderalist   | Maryland       | III    | 12. Dez. 1800 | 93   | ernannt zu seinem eigenen Nachfolger zurückgetreten am 19. November 1801        |
| Robert Wright        | Republikaner | Maryland       | III    | 19. Nov. 1801 | 104  | gewählt als Ersatz für Hindman                                                  |
| Jonathan Mason       | Föderalist   | Massachusetts  | I      | 14. Nov. 1800 | 92   |                                                                                 |
| Dwight Foster        | Föderalist   | Massachusetts  | II     | 6. Juni 1800  | 90   | zurückgetreten am 2. März 1803                                                  |
| Samuel Livermore     | Föderalist   | New Hampshire  | II     | 4. März 1793  | 43   | zurückgetreten am 12. Juni 1801                                                 |
| Simeon Olcott        | Föderalist   | New Hampshire  | II     | 17. Juni 1801 | 102  | gewählt als Ersatz für Livermore                                                |
| James Sheafe         | Föderalist   | New Hampshire  | III    | 4. März 1801  | 99   | zurückgetreten am 14. Juni 1802                                                 |
| William Plumer       | Föderalist   | New Hampshire  | III    | 17. Juni 1802 | 107  | gewählt als Ersatz für Sheafe                                                   |
| Aaron Ogden          | Föderalist   | New Jersey     | I      | 28. Feb. 1801 | 94   |                                                                                 |
| Jonathan Dayton      | Föderalist   | New Jersey     | II     | 4. März 1799  | 84   |                                                                                 |
| Gouverneur Morris    | Föderalist   | New York       | I      | 3. Apr. 1800  | 89   |                                                                                 |
| John Armstrong       | Republikaner | New York       | III    | 6. Nov. 1800  | 91   | zurückgetreten am 5. Februar 1802                                               |
| DeWitt Clinton       | Republikaner | New York       | III    | 9. Feb. 1802  | 106  | gewählt als Ersatz für Armstrong                                                |
| Jesse Franklin       | Republikaner | North Carolina | II     | 4. März 1799  | 86   |                                                                                 |
| David Stone          | Republikaner | North Carolina | III    | 4. März 1801  | 100  |                                                                                 |
| vakant               |              | Ohio           | I      |               |      | Wahl hatte noch nicht stattgefunden                                             |
| vakant               |              | Ohio           | III    |               |      | Wahl hatte noch nicht stattgefunden                                             |
| James Ross           | Föderalist   | Pennsylvania   | I      | 24. Apr. 1794 | 47   |                                                                                 |
| Peter Muhlenberg     | Republikaner | Pennsylvania   | III    | 4. März 1801  | 98   | zurückgetreten am 30. Juni 1801                                                 |
| George Logan         | Republikaner | Pennsylvania   | III    | 13. Juli 1801 | 103  | gewählt als Ersatz für Muhlenberg                                               |
| Theodore Foster      | Föderalist   | Rhode Island   | I      | 12. Juni 1790 | 26   |                                                                                 |
| Ray Greene           | Föderalist   | Rhode Island   | II     | 13. Nov. 1797 | 73   | zurückgetreten am 5. März 1801                                                  |
| Christopher Ellery   | Republikaner | Rhode Island   | II     | 16. Mai 1801  | 101a | gewählt als Ersatz für Greene                                                   |
| Charles Pinckney     | Republikaner | South Carolina | II     | 6. Dez. 1798  | 81   | zurückgetreten am 6. Juni 1801                                                  |
| Thomas Sumter        | Republikaner | South Carolina | II     | 15. Dez. 1801 | 105  | gewählt als Ersatz für Pinckney                                                 |
| John E. Colhoun      | Republikaner | South Carolina | III    | 4. März 1801  | 97   | starb am 26. Oktober 1802                                                       |
| Pierce Butler        | Republikaner | South Carolina | III    | 4. Nov. 1802  | 2    | gewählt als Ersatz für Colhoun früher im 1. bis 4. Kongress                     |
| Joseph Anderson      | Republikaner | Tennessee      | I      | 26. Sep. 1797 | 70   | ursprünglich in Klasse II gewählt                                               |
| William Cocke        | Republikaner | Tennessee      | II     | 4. März 1799  | 63   | früher im 4. Kongress                                                           |
| Nathaniel Chipman    | Föderalist   | Vermont        | I      | 17. Okt. 1797 | 72   |                                                                                 |
| Elijah Paine         | Föderalist   | Vermont        | III    | 4. März 1795  | 54   | zurückgetreten am 1. September 1801                                             |
| Stephen R. Bradley   | Republikaner | Vermont        | III    | 15. Okt. 1801 | 30   | gewählt als Ersatz für Paine Präsident pro tempore früher im 2. bis 4. Kongress |
| Stevens Mason        | Republikaner | Virginia       | I      | 18. Nov. 1794 | 48   |                                                                                 |
| Wilson Cary Nicholas | Republikaner | Virginia       | II     | 5. Dez. 1799  | 88   |                                                                                 |

- Republikaner bezeichnet Angehörige der heute meist als Demokratisch-Republikanische Partei oder Jeffersonian Republicans bezeichneten Partei.
- a) Ellery trat sein Amt anderen Quellen nach schon am 6. Mai an.[5]